# Jezusov drugi prihod
Jezusov drugi prihod je krščansko verovanje, da bo Jezus tik pred koncem sveta ponovno prišel na svet in da bo takrat dokončno presodill vse žive in mrtve. Pravični bodo zveličani, ostali pa pogubljeni. Jezusov drugi prihod se včasih imenuje tudi paruzija (iz grščine starogrško παρουσία [parusia] = navzočnost; starogrško δευτέρα παρουσία [devtera parusia] = druga navzočnost, drugi prihod).
Teološka veda, ki govori o Jezusovem drugem prihodu in o koncu sveta, se imenuje eshatologija.
Po Svetem pismu in krščanski tradiciji bodo Jezusov drugi prihod napovedovala velika znamenja na zemlji in na nebu.
Prvi kristjani so pričakovali, da se bo Jezusov drugi prihod zgodil že zelo kmalu (nekaj let po njegovi smrti). Tudi v današnjem času obstajajo verska gibanja, ki napovedujejo skorajšnji Jezusov drugi prihod - imenujemo jih na kratko adventisti (latinsko: adventus redemptoris = prihod odrešenika); velika večina današnjih kristjanov pa ne pričakuje konca sveta tako kmalu.